# Saul Elkins
Saul Elkins (né le 29 juin 1907 à New York, dans l'État de New York et mort le 9 mai 2001 dans le Nevada, aux États-Unis) est un producteur de cinéma, scénariste et réalisateur américain 

## Filmographie

### Comme producteur
- 1948 : The Big Punch (en) de Sherry Shourds (en)
- 1948 : Embraceable You (en) de Felix Jacoves
- 1948 : Smart Girls Don't Talk (en) de Richard L. Bare
- 1949 : La Sirène des bas-fonds (Flaxy Martin) de Richard L. Bare
- 1949 : Homicide (en) de 	Felix Jacoves
- 1949 : The Younger Brothers (en) d'Edwin L. Marin
- 1949 : One Last Fling (en) de Peter Godfrey
- 1949 : The House Across the Street (en) de Richard L. Bare
- 1950 : Barricade de Peter Godfrey
- 1950 : Le Cavalier au masque (en) (Return of the Frontiersman) de Richard L. Bare
- 1950 : Colt .45 d'Edwin L. Marin
- 1950 : This Side of the Law (en) de Richard L. Bare
- 1951 : Sugarfoot d'Edwin L. Marin
- 1951 : Raton Pass (en) d'Edwin L. Marin

### Comme scénariste
- 1948 : Calgary Stampede (de)
- 1936 : Star for a Night (en) de Lewis Seiler
- 1936 : The Crime of Dr. Forbes de George Marshall
- 1936 : La Folle Héritière (Under Your Spell) d'Otto Preminger
- 1938 : Détenues (Women in Prison) de Lambert Hillyer
- 1939 : Pride of the Navy de Charles Lamont
- 1943 : Good Old Corn d'Everett Dodd
- 1945 : Star in the Night de Don Siegel
- 1945 : : Hitler Lives de Don Siegel
- 1946 : A Boy and His Dog (en) de LeRoy Prinz
- 1946 : Smart as a Fox (de) de Saul Elkins
- 1950 : The Grass Is Always Greener de Richard L. Bare